# Єрейментауський район
Єреймента́уський район (каз. Ерейментау ауданы, рос. Ерейментауский район) — адміністративна одиниця у складі Акмолинської області Казахстану. Адміністративний центр — місто Єрейментау.

## Населення
Населення — 26710 осіб (2021; 31303 у 2009, 40818 в 1999, 52589 у 1989).
Національний склад (станом на 2016 рік):
- казахи — 18899 осіб (67,06 %)
- росіяни — 6298 осіб (22,35 %)
- українці — 1109 осіб
- німці — 713 осіб
- татари — 458 осіб
- білоруси — 255 осіб
- поляки — 48 осіб
- башкири — 44 особи
- молдовани — 43 особи
- удмурти — 41 особа
- азербайджанці — 28 осіб
- мордва — 20 осіб
- корейці — 12 осіб
- інгуші — 10 осіб
- чеченці — 8 осіб
- марійці — 6 осіб
- вірмени — 1 особа
- інші — 191 особа

## Історія
Еркеншиліцький район був утворений 1928 року у складі Акмолинського округу з центром у селі Еркеншилік. 17 грудня 1930 року перейшов у пряме підпорядкування республіці.
10 березня 1932 року район увійшов до складу новоствореної Карагандинської області. 10 лютого 1935 року центром району стало село Благодатне.
14 жовтня 1939 року район увійшов до складу новоствореної Акмолинської області.
1960 року центр був перенесений до смт Єрментау, 1964 року район був перейменований у Єрментауський, з 1997 року має сучасну назву. 2013 року зі складу району був виділений Ізобільненський сільський округ (село Ізобільне) та переданий до складу Степногорської міської адміністрації.

## Склад
До складу району входять 1 міська та 3 сільські адміністрації, 10 сільських округів:
| Поселення                           | Площа, км² | Населення, осіб (1989) | Населення, осіб (1999) | Населення, осіб (2009) | Населення, осіб (2021) | Центр          | Населені пункти |
| ----------------------------------- | ---------- | ---------------------- | ---------------------- | ---------------------- | ---------------------- | -------------- | --------------- |
| Єрейментауська міська адміністрація | -          | 15973                  | 15087                  | 12518                  | 12652                  | Єрейментау     | 1               |
| Аксуатська сільська адміністрація   | -          | 4270                   | 1589                   | 702                    | 561                    | Аксуат         | 1               |
| Майланська сільська адміністрація   | -          | 2615                   | 2166                   | 1826                   | 1423                   | Майлан         | 1               |
| Селетінська сільська адміністрація  | -          | 4400                   | 2081                   | 998                    | 820                    | Селетінське    | 1               |
| Акмирзинський сільський округ       | -          | 1099                   | 1120                   | 813                    | 669                    | Акмирза        | 2               |
| Бестогайський сільський округ       | -          | 2762                   | 1511                   | 911                    | 482                    | Бестогай       | 3               |
| Бозтальський сільський округ        | -          | 1812                   | 1131                   | 810                    | 608                    | Бозтал         | 1               |
| Єркіншиліцький сільський округ      | -          | 5305                   | 4417                   | 4060                   | 2994                   | Єркіншилік     | 2               |
| Койтаський сільський округ          | -          | 1037                   | 781                    | 470                    | 337                    | Койтас         | 2               |
| Куншалганський сільський округ      | -          | 1873                   | 1738                   | 1150                   | 624                    | Куншалган      | 3               |
| Олжабай-батира сільський округ      | -          | 2827                   | 2141                   | 1600                   | 1234                   | Олжабай-батира | 3               |
| Тайбайський сільський округ         | -          | 2999                   | 2640                   | 2180                   | 1785                   | Тайбай         | 4               |
| Тургайський сільський округ         | -          | 3199                   | 2728                   | 1944                   | 1533                   | Тургай         | 6               |
| Улентинський сільський округ        | -          | 2418                   | 1688                   | 1321                   | 988                    | Уленти         | 3               |

## Найбільші населені пункти
Населені пункти з чисельністю населення понад 1000 осіб:
| № | Населений пункт | Населення, осіб (1989) | Населення, осіб (1999) | Населення, осіб (2009) | Населення, осіб (2021) |
| - | --------------- | ---------------------- | ---------------------- | ---------------------- | ---------------------- |
| 1 | Єрейментау      | 15 973                 | 15 087                 | 12 518                 | 12 652                 |
| 2 | Єркіншилік      | 4 373                  | 3 847                  | 3 708                  | 2 774                  |
| 3 | Майлан          | 2 462                  | 2 140                  | 1 826                  | 1 423                  |
| 4 | Тайбай          | 1 699                  | 1 401                  | 1 288                  | 1 092                  |
| 5 | Олжабай-батира  | 1 983                  | 1 642                  | 1 322                  | 1 085                  |
| 6 | Тургай          | 2 060                  | 1 551                  | 1 224                  | 1 058                  |